# A través de las puertas de la llave de plata
A través de las puertas de la llave de plata (título original en inglés: Through the Gates of the Silver Key) es una historia corta coescrita por los escritores estadounidenses H. P. Lovecraft y E. Hoffmann Price entre octubre de 1932 y abril de 1933.
Secuela de La llave de plata de Lovecraft y parte de una secuencia de historias focalizadas en el personaje de Randolph Carter, se publicó por primera vez en la edición de julio de 1934 de Weird Tales.